# Julieta Lema
Julieta Lema (Trelew, Chubut, 3 de enero de 2000) es una nadadora argentina, en la especialización velocista. Ha recibido numerosas distinciones por su trayectoria deportiva como representante de Rawson. En los Juegos Olímpicos de la Juventud Buenos Aires 2018 estableció un nuevo récord nacional en 50 metros mariposa en 27.16, superando la marca obtenida por Nadia Colovini en el Campeonato Argentino de Natación de 2009.

## Trayectoria
Posee sólidos desempeños en torneos provinciales y regionales, entre los que se destacan la obtención del Récord Patagónico de 50 metros libre en el Torneo Interclubes de la Patagonia, en Santa Rosa (La Pampa), en abril de 2014, y el Récord Patagónico de 50 metros libre Categoría Juvenil en el Primer Patagónico Interclubes de 2016 en General Roca (Río Negro).
En 2013 forma parte de la primera experiencia nacional de su generación de atletas provinciales, al representar a la Asociación Mifanuy Humphreys de Rawson en el Campeonato Nacional de Menores e Infantiles "Dr. Harold H. Barrios 2013" en Paraná, provincia de Entre Ríos. Con una marca de 28.22 se consagra Campeona Nacional en la Categoría Menores (13 años) en 50 metros libre, Subcampeona en 100 metros libre y obtiene el 5° puesto en los 100 metros pecho.
En 2017 participa de varias instancias internacionales, entre las cuales se encuentra el Mundial Juvenil en Indianápolis (Estados Unidos).
En abril de ese año se destaca en el Campeonato Sudamericano Juvenil, en Cali (Colombia), donde obtiene la Medalla de Oro en 50 metros libre, y comparte Medalla de Plata en 4 x 100 libre mixto y 4 x 100 libre femenino, y Medalla de Bronce en 4 x 100 combinado mixto.
En los Juegos Sudamericanos de la Juventud 2017, en Santiago de Chile, gana la Medalla de Oro en 50 metros libre, la Medalla de Plata en 50 metros mariposa, en 4 x 100 libre femenino y en 4 x 100 libre combinado mixto, y comparte la Medalla de Bronce con Delfina Dini, Yamil Aracena y Agustín Lincofil en 4 x 100 libre mixto. En el mismo encuentro, queda en 5ª posición en 100 metros libre.
En enero de 2018 participa de la Copa UANA Coral Springs 2018, en Florida (Estados Unidos), donde obtiene cinco Medallas de Oro y dos de Bronce. En 50 metros libre marca un nuevo récord nacional y nacional juvenil con 25.44, superando la plusmarca de Andrea Berrino de 2017 y su propio récord nacional juvenil de 25.85.
En marzo marca un nuevo récord nacional de pileta corta en el Torneo Provincial de Natación que se desarrolla en la ciudad de Esquel, con un tiempo de 56.40 en 100 metros libre, en la Categoría Juvenil.
El 20 de septiembre de 2018 es confirmada por el Comité Olímpico Argentino como una de los 141 atletas que representarían al país en los Juegos Olímpicos de la Juventud del mismo año en Buenos Aires. Su participación se informa en seis categorías: 50 metros y 100 metros libre, 50 metros espalda y 50 metros mariposa, 4 x 100 medley mixto, y 4 x 100 libre mixto. Es una de los seis nadadores convocados, junto a Joaquín González Piñeiro, Juan Ignacio Mendez, María Selene Alborzen, Delfina Dini, y Delfina Pignatiello.

## Distinciones
En mayo de 2014 recibe el Reconocimiento de Honor de la Legislatura de la Provincia del Chubut tras haberse destacado en el Campeonato Argentino de Natación, en Entre Ríos.
En 2017 es reconocida por el Concejo Deliberante y la Municipalidad de Rawson (Chubut) como Ciudadana Destacada.
En 2018 es distinguida con el Premio Heracles de Natación por haber establecido una nueva marca para 50 metros libre en pileta olímpica, en categoría juvenil, con una marca de 25.85.

## Marcas personales
| Evento                        | Tiempo | Competición                                 | Lugar                    | Fecha         | Nota               |
| ----------------------------- | ------ | ------------------------------------------- | ------------------------ | ------------- | ------------------ |
| 50 m Libre Categoría Menores  | 28.22  | Campeonato Nacional de Menores e Infantiles | Paraná (Argentina)       | Julio de 2013 | Campeona           |
| 100 m Libre Categoría Menores | S/D    | Campeonato Nacional de Menores e Infantiles | Paraná (Argentina)       | Julio de 2013 | Subcampeona        |
| 50 m Libre                    | 27.90  | Torneo Interclubes de la Patagonia          | Santa Rosa (La Pampa)    | Abril de 2014 | Récord Patagónico  |
| 100 m Libre                   | S/D    | Torneo Interclubes de la Patagonia          | Santa Rosa (La Pampa)    | Abril de 2014 | Campeona           |
| 50 m Libre Categoría Juvenil  | 27.25  | Patagónico Interclubes                      | General Roca (Río Negro) | 2016          | Récord Patagónico  |
| 50 m Libre                    | 26.74  | Campeonato Sudamericano Juvenil             | Cali (Colombia)          | 2017          | Medalla de Oro     |
| 50 m Libre                    | 26.45  | Juegos Sudamericanos de la Juventud 2017    | Santiago (Chile)         | 2017          | Medalla de Oro     |
| 50 m Mariposa Femenino        | S/D    | Juegos Sudamericanos de la Juventud 2017    | Santiago (Chile)         | 2017          | Medalla de Plata   |
| 50 m Libre                    | 25.44  | Copa UANA Coral Springs 2018                | Florida (Estados Unidos) | 2018          | RN y RN Juvenil    |
| 100 m Libre Categoría Juvenil | 56.40  | Torneo Provincial                           | Esquel (Chubut)          | Marzo de 2018 | RN de Pileta Corta |
| 50 m Libre Mariposa           | 27.16  | Juegos Olímpicos de la Juventud 2018        | Buenos Aires (Argentina) | 2018          | RN                 |

- S/D: Sin datos

- RN: Récord nacional